# Liolaemus juanortizi
Liolaemus juanortizi är en ödleart som beskrevs av  Young-downey 1992. Liolaemus juanortizi ingår i släktet Liolaemus och familjen Tropiduridae. IUCN kategoriserar arten globalt som livskraftig. Inga underarter finns listade i Catalogue of Life.